# 2010年热带风暴邦尼
热带风暴邦尼（英語：Tropical Storm Bonnie）是2010年7月在加勒比海北部和美国墨西哥湾沿岸地区产生大风天气的一场弱热带风暴。系统源于7月22日巴哈马上空的一股东风波，是2010年大西洋飓风季形成的第3个热带低气压和第2场获得命名的风暴。系统在经过巴哈马群岛期间增强成热带风暴，并于次日从佛罗里达州东南海岸登陆。进入陆地上空后，邦尼减弱成热带低气压，然后进入墨西哥湾，其下层环流于7月24日消散。风暴残留于7月25日清晨从路易斯安那州和密西西比州之间登陆，最终于当天在路易斯安那州东南部上空消散。
邦尼的前身在大安的列斯群岛产生可观雨量，引发轻到中度洪灾。多明尼加共和国有数百人流离失所，多座桥梁在急流的冲击下坍塌。波多黎各有1人被暴涨的河水卷走后溺毙。海地、巴哈马和佛罗里达州也有少量降水。风暴残留产生的影响更大，美国墨西哥湾沿岸地区受到更强风力和更大雨量袭击，其中又以路易斯安那州情况严重。热带风暴邦尼及其残留共计造成的经济损失约为130万美元。

## 气象历史
2010年7月10日，一股东风波离开非洲西海岸向西移动，在大西洋开放水域上空连续行进数天。东风波起初关联的天气活动仅限于少量降水，外界环境也无法支持系统的显著发展。虽然受到上层风切变的不利影响，但系统还是得到缓慢发展，到7月19日时，地表气压已开始下降。东风波沿加勒比海最东北部移动，因风切变时强时弱，还短暂同伊斯帕尼奥拉岛相互影响，其中的对流活动跌宕起伏。到了7月22日，巴哈马上空已经有雷阵雨带活动，还有大规模低气压区形成，其中心位于大伊纳瓜岛和阿克林岛之间。卫星观测证实系统内有闭合环流存在，美国国家飓风中心因此在协调世界时当天下午15点宣布第三号热带低气压形成。但风暴过后的重新分析结果表明，热带低气压在9小时前就已形成。气象机构预计低气压形成后会沿已经成形的副热带高压脊向西北偏西转向。当晚，气旋的最低气压跌至1006毫巴（百帕，29.74英寸汞柱），卫星图像表明几乎所有象限都存在有利于气旋发展的外流，但系统云层格局依然混乱，环流中心也同最深层对流分离。飞入气旋的飓风猎人侦察机发现，风暴风速已有所提高，美国国家飓风中心因此在发布首份公告5小时后将位于巴哈马拿骚东南方向的低气压升级成热带风暴，并以“邦尼”（Bonnie）命名。
当晚21点左右，邦尼以风力时速65公里强度行进至巴哈马的拉吉德岛上空，并在随后达到最大持续风速每小时75公里的最高强度。由于高空环境渐趋不利，风暴强度在次日加速朝佛罗里达州移动期间基本保持不变。虽然气旋产生的风速还有热带风暴强度，但这些强风当时已基本局限在中心东侧和北侧的少量雨带范围内，最深层对流也位于佛罗里达州东南部上空，与中心分离。7月23日下午14点30分，邦尼的中心以风力时速65公里强度从埃利奥特岛（Elliott Key）附近登陆。进入陆地上空后，风暴的组织结构进一步退化，对流也迅速消亡。此外，飓风猎人确认系统风力已经不强，估计邦尼的强度在当天下午18点时已降至热带风暴标准以下。7月24日早上，邦尼进入墨西哥湾，中心上空一度重新发展出深层对流。但是，风暴接下来进入的海域存在强烈上层风，导致对流迅速消散。受显著转向气流的影响，邦尼进一步退化成低空云系组成的紧密漩涡，其中存在的强烈雷暴也寥寥无几。随后的卫星图像也证实，系统内已经不存在能够识别的热带气旋结构，美国国家飓风中心因此发布最后一份公告，宣布系统在距密西西比河河口约160公里洋面消散。邦尼的残留向西北偏西方向飘移，于7月25日在路易斯安那州东南部上空逐渐消失。

## 防灾措施

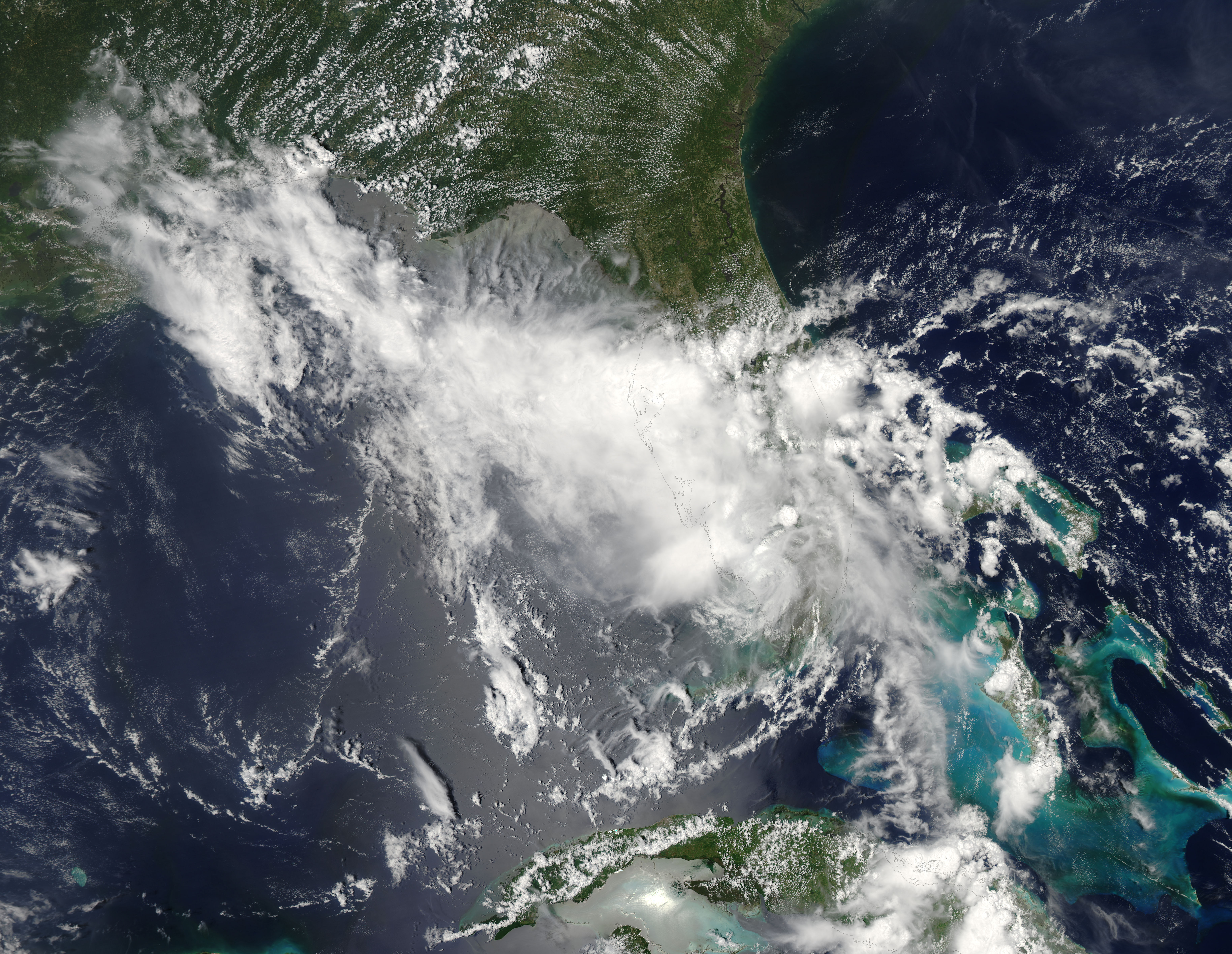
进入墨西哥湾后不久的邦尼

美国国家飓风中心开始针对邦尼发布公告的同时，也向巴哈马中部和西北部多个岛屿发布了热带风暴警告。佛罗里达州金沙滩向北直至朱庇特之间地区接获热带风暴观察预警，生效范围还包括奥基乔比湖。此外，金沙滩到博尼塔温泉之间的佛罗里达州西海岸地区，还有佛罗里达礁岛群和佛罗里达湾都收到热带风暴警告。。7月23日清晨，金沙滩到博尼塔温泉之间地区的热带风暴警告已经中止，但恩格尔伍德（Englewood）到迪尔菲尔德海滩之间地区又进入热带风暴警告生效状态。6小时后，德斯坦到路易斯安那州摩根城之间地区接获热带风暴观察预警，之后又升级成热带风暴警告。3小时后，迪尔菲尔德海滩到朱庇特水湾的热带风暴观察预警和巴哈巴所有地区的热带风暴警告均予取消。邦尼消散前不久，此前发布的所有热带风暴观察预警和警告均在7月24日下午15点前中止。
面对风暴的威胁，“嘉年华自豪号”（Carnival Pride）、“嘉年华天命号”（Carnival Destiny）和“海之尊驰号”（Grandeur of the Seas）3艘游轮变更航线。路易斯安那州州长鲍比·金达尔于7月22日宣布该州进入紧急状态。人们担心风暴对墨西哥湾沿岸地区的影响会导致数月前发生的英国石油公司漏油事故善后工作受阻，风暴潮的威胁还促使有关部门做好疏散沿海低洼地区居民的准备。7月23日，由于邦尼对漏油现场近2000名人员的安全构成威胁，撒德·艾伦上将下令这些人员全部撤离。7月24日，当地海域的船只准备撤离，有1300艘靠近海岸铺设吊杆的渔船被迫离开。

## 影响

### 加勒比地区
邦尼的前身在波多黎各和伊斯帕尼奥拉岛部分地区产生大量降水，引发大范围洪灾。波多黎各有1人被暴涨的河水卷走后溺毙，多明尼加共和国则有约500人需要疏散。据多明尼加共和国官员透露，邦尼在该国产生的降雨量超过100毫米，多个城镇因桥梁倒塌致使同外界的交通中断。海地阿蒂博尼特省也出现轻度洪灾，但没有出现当地遭受破坏的报道。
邦尼行经巴哈马期间，当地居民储存了一些食品和水以防万一，但没有展开大规模防灾准备行动。风暴来袭期间，大部分商店继续运营，学校这时已经放暑假。整个群岛因邦尼所受影响相对较小，少数岛屿降下暴雨，还出现许多闪电，但没有报道表明该群岛有遭受经济损失或人员伤亡。

### 美国

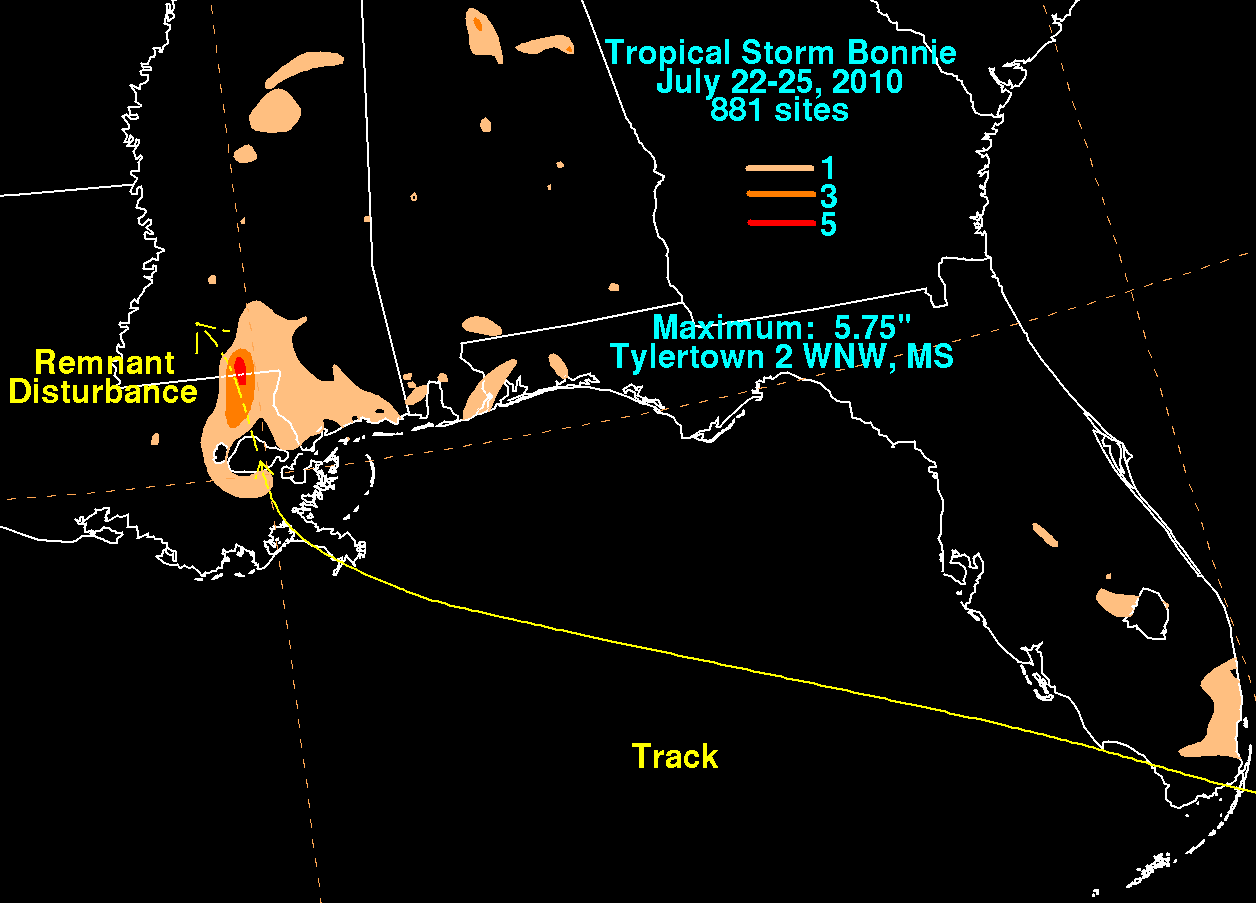
邦尼在美国产生的降水分布

由于风暴结构混乱，强度也不高，因此登陆佛罗里达州产生的影响很小。一些新栽下的树木因阵风受损，还有部分输电线缆中断，全州约有1万4000人失去供电。弗吉尼亚岛（Virginia Key）测得0.29米的风暴潮。多个地区测得热带风暴强度大风，但只有弗吉尼亚岛的持续风速超过每小时65公里。邦尼产生的降水也很少，全州降雨量最高的迈阿密-戴德县北部有83毫米。这场风暴一共对佛罗里达州造成价值2000美元的经济损失。7月24日，皮尼拉斯县有一人在弗雷德·霍华德公园被闪电击伤后住院治疗。
7月25日，邦尼的残留在路易斯安那州部分地区产生倾盆大雨。西巴吞鲁日堂区仅90分钟内的降雨量就高达200到230毫米，该堂区有110套民房被淹，导致50万美元损失。15号高速公路被淹，水深达0.61米。华盛顿堂区有许多桥梁和道路被爆发的山洪冲毁。系统关联的雷暴还产生强风，估计时速达111公里，刮倒了许多树木。7月26日，恶劣天气持续，弗农堂区部分地区的阵风达到飓风强度，两幢鸡舍被狂风摧毁，2万2000只鸡因此丧生，经济损失估计有31万美元。经过路易斯安那州后，邦尼的残留又在德克萨斯州部分地区产生暴雨。69号美国国道位于伊达尔戈县境内路段被洪水淹没。
邦尼的湿气同冷锋结合，在更为内陆的阿肯色州、密西西比州和田纳西州上空产生大范围雷暴天气。因强烈雷暴产生的闪电击中变压器，阿肯色州克里夫兰县县城里森大部分区域停电。达拉斯县遭受严重风害，许多住宅的遮阳篷被刮走，建筑物的屋顶也受到破坏，还有一些树木倒塌。暴雨还引起局部山洪爆发，多条高速公路被淹。全州一共遭受了35万6000美元的损失。